# Rubio (Chihuahua)
Rubio, oficialmente denominada Colonia Obregón, es una localidad del estado mexicano de Chihuahua, ubicada en el norte del municipio de Cuauhtémoc, de que es una de las mayores concentraciones de población, dedicada fundamentalmente a la agricultura.

## Localización y demografía
Rubio se encuentra localizado en las coordenadas geográficas 28°24′25″N 106°51′8″O / 28.40694, -106.85222 y a 2.027 metros sobre el nivel del mar, se ubica en el norte del municipio de Cuauhtémoc en un amplio valle que es una de las más ricas zonas agrícolas del estado de Chihuahua y en donde se cultiva principalmente manzana. Cuenta con una población de 2241 habitantes; de los cuales 1063 son hombres y 1178 son mujeres. En los alrededores de la población se encuentran numerosos campos agrícolas pertenecientes a grupos menonitas, famosos por la producción de lácteos y productos agrícolas. Su principal vía de comunicación es la Carretera estatal 16 de Chihuahua, que la une hacia el sur con la ciudad de Cuauhtémoc y que es una autopista de cuatro carriles. Dicha carretera continúa de manera sencilla hacia el noroeste, comunicando con Bachíniva y Namiquipa.
Según los resultados del Conteo de Población y Vivienda de 2005, Rubio tiene una población total de 2.179 habitantes, de los cuales 1.058 son hombres y 1.121 son mujeres, lo cual la convierte en la tercera concentración poblacional del municipio, tras la cabecera municipal, Cuauhtémoc, y Colonia Anáhuac.